# Happiness Begins
Happiness Begins é o quinto álbum de estúdio de Jonas Brothers, lançado em 7 de junho de 2019. É seu primeiro álbum desde Live lançado em 2013, e o primeiro álbum de estúdio desde Lines, Vines and Trying Times lançado em 2009. Este álbum é precedido pelos singles "Sucker", "Cool" e "Only Human".

## Promoção
A banda anunciou o álbum numa publicação de Twitter o 22 de abril de 2019, compartilhando a capa e data de lançamento. Os irmãos por separado compartilharam a notícia, Kevin que declarou se sentir o "mais orgulhoso" com o álbum.
Em 30 de abril, a banda postou teasers nas mídias sociais com "Happiness Begins tomorrow". No dia seguinte, a banda anunciou oficialmente a Happiness Begins Tour, que começou em 7 de agosto de 2019. A turnê fará 91 shows na América do Norte e Europa.

## Lista de faixas
Lista de faixas adaptada do ITunes.
| N.º            | Título                | Produtor(es)                  | Duração |  |
| 1.             | "Sucker"              | Tedder Dukes [a]              | 3:01    |  |
| 2.             | "Cool"                | Tedder Skelton                | 2:47    |  |
| 3.             | "Only Human"          | Shellback                     | 3:03    |  |
| 4.             | "I Believe"           | Kurstin                       | 3:37    |  |
| 5.             | "Used to Be"          | Tedder Bell                   | 3:04    |  |
| 6.             | "Every Single Time"   | Kurstin                       | 3:32    |  |
| 7.             | "Don't Throw It Away" | Kurstin                       | 2:52    |  |
| 8.             | "Love Her"            | Elizondo                      | 3:13    |  |
| 9.             | "Happy When I'm Sad"  | Little Tedder [a] Skelton [a] | 2:38    |  |
| 10.            | "Trust"               | Tedder Evigan                 | 3:00    |  |
| 11.            | "Strangers"           | Kurstin                       | 3:53    |  |
| 12.            | "Hesitate"            | Sabath                        | 3:28    |  |
| 13.            | "Rollercoaster"       | Tedder Skelton Jeberg [a]     | 3:01    |  |
| 14.            | "Comeback"            | Sylvester "Sly" Sivertsen     | 2:35    |  |
| Duração total: | Duração total:        | Duração total:                | 43:44   |  |

Faixas bônus da edição das lojas Target.
| N.º            | Título                   | Produtor(es)   | Duração |  |
| 15.            | "First"                  | Sabath         | 2:58    |  |
| 16.            | "Cool" (Versão acústica) | Skelton        | 2:33    |  |
| Duração total: | Duração total:           | Duração total: | 49:15   |  |

## Desempenho comercial
O Happiness Begins estreou no número um na Billboard 200 dos EUA com 414.000 unidades equivalentes a álbuns , das quais 357.000 foram pura venda de álbuns. Além de ser o terceiro álbum número um dos Jonas Brothers  nos EUA, foi o maior número total de unidades e vendas de um álbum número um nos Estados Unidos em 2019 até agora, e a maior semana de vendas puras de um álbum desde Reputation de Taylor Swift.